# Zaorle
Zaorle (prononciation : [zaˈɔrlɛ]) est un village polonais de la gmina de Pakosław dans le powiat de Rawicz de la voïvodie de Grande-Pologne dans le centre-ouest de la Pologne.
Il se situe à environ 4 kilomètres au sud-est de Pakosław (siège de la gmina), à 16 kilomètres à l'est de Rawicz (siège du powiat) et à 94 kilomètres au sud de Poznań (capitale régionale).

## Histoire
De 1975 à 1998, le village faisait partie du territoire de la voïvodie de Leszno.

Depuis 1999, Zaorle est situé dans la voïvodie de Grande-Pologne.